# Eleição presidencial nos Estados Unidos em 1848
A eleição presidencial dos Estados Unidos em 1848 foi a décima-sexta eleição presidencial do país. O presidente James K. Polk não buscou a reeleição, já tendo alcançado todos os seus principais objetivos, e devido a problemas de saúde que lhe matou pouco tempo depois de deixar o cargo.

## Processo eleitoral
A partir de 1832, os candidatos para presidente e vice começaram a ser escolhidos através das Convenções. Os delegados partidários, escolhidos por cada estado para representá-los, escolhem quem será lançado candidato pelo partido. Os eleitores gerais elegem outros "eleitores" que formam o Colégio Eleitoral. A quantidade de "eleitores" por estado varia de acordo com a quantidade populacional do estado. Em quase todos os estados, o vencedor do voto popular leva todos os votos do Colégio Eleitoral.

## Convenções

### Convenção Nacional doPartido Whigde 1848

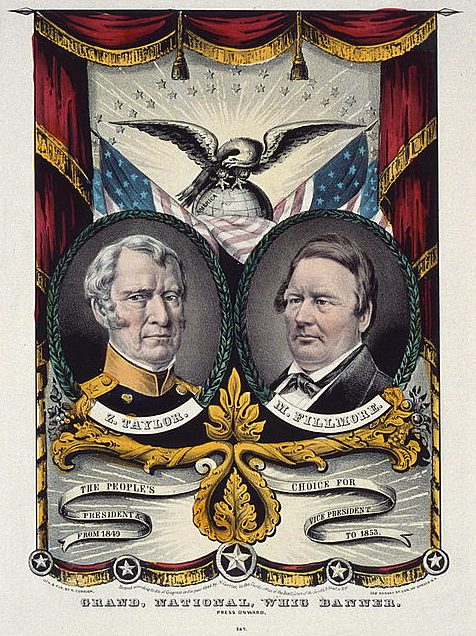
Cartaz Whig com Zachary Taylor e Millard Filmore.

A terceira Convenção Nacional do Partido Whig foi realizada entre 7 e 9 de junho na Filadélfia. Todos os estados estavam representados, exceto Texas. Zachary Taylor foi nomeado para presidente na quarta votação. Apesar de um herói de guerra, ele era tão desconhecido que um jornal da Filadélfia enviou um artista para entrevistá-lo em Louisiana e trazer de volta um esboço para aparecer no jornal antes da convenção.
| Votação da 3ª Convenção do Partido Whig | Votação da 3ª Convenção do Partido Whig | Votação da 3ª Convenção do Partido Whig | Votação da 3ª Convenção do Partido Whig | Votação da 3ª Convenção do Partido Whig | Votação da 3ª Convenção do Partido Whig | Votação da 3ª Convenção do Partido Whig | Votação da 3ª Convenção do Partido Whig |
| Voto presidencial                       | 1ª                                      | 2ª                                      | 3ª                                      | 4ª                                      | Voto vice-presidencial                  | 1ª                                      | 2ª                                      |
| --------------------------------------- | --------------------------------------- | --------------------------------------- | --------------------------------------- | --------------------------------------- | --------------------------------------- | --------------------------------------- | --------------------------------------- |
| Zachary Taylor                          | 111                                     | 118                                     | 133                                     | 171                                     | Millard Fillmore                        | 115                                     | 173                                     |
| Henry Clay                              | 97                                      | 86                                      | 74                                      | 32                                      | Abbott Lawrence                         | 109                                     | 87                                      |
| Winfield Scott                          | 43                                      | 49                                      | 54                                      | 63                                      | Andrew Stewart                          | 14                                      | 0                                       |
| Daniel Webster                          | 22                                      | 22                                      | 17                                      | 14                                      | Thomas M.T. McKennan                    | 13                                      | 0                                       |
| Outros                                  | 6                                       | 4                                       | 1                                       | -                                       | Abstenção                               | 23                                      | 6                                       |

### Convenção Nacional doPartido Democratade 1848

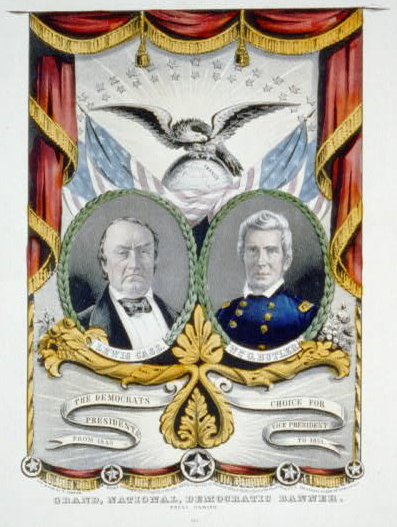
Cartaz Democrata com Lewis Cass e William Butler.

O Democrata nomeou Lewis Cass, que serviu como governador e senador de Michigan, bem como Secretário de Guerra sob o governo de Andrew Jackson, e como embaixador na França.
| Votação da 5ª Convenção do Partido Democrata | Votação da 5ª Convenção do Partido Democrata | Votação da 5ª Convenção do Partido Democrata | Votação da 5ª Convenção do Partido Democrata | Votação da 5ª Convenção do Partido Democrata | Votação da 5ª Convenção do Partido Democrata | Votação da 5ª Convenção do Partido Democrata | Votação da 5ª Convenção do Partido Democrata | Votação da 5ª Convenção do Partido Democrata |
| Voto presidencial                            | 1ª                                           | 2ª                                           | 3ª                                           | 4ª                                           | Voto vice-presidencial                       | 1ª                                           | 2ª (antes de mudanças)                       | 2ª (depois de mudanças)                      |
| -------------------------------------------- | -------------------------------------------- | -------------------------------------------- | -------------------------------------------- | -------------------------------------------- | -------------------------------------------- | -------------------------------------------- | -------------------------------------------- | -------------------------------------------- |
| Lewis Cass                                   | 125                                          | 133                                          | 156                                          | 179                                          | William Orlando Butler                       | 114                                          | 169                                          | 290                                          |
| Levi Woodbury                                | 53                                           | 56                                           | 53                                           | 38                                           | John A. Quitman                              | 74                                           | 62                                           | 0                                            |
| James Buchanan                               | 55                                           | 54                                           | 39                                           | 33                                           | William R. King                              | 26                                           | 8                                            | 0                                            |
| Abstenção                                    | 39                                           | 38                                           | 37                                           | 35                                           | John Y. Mason                                | 24                                           | 3                                            | 0                                            |
| John C. Calhoun                              | 9                                            | 0                                            | 0                                            | 0                                            | James Iver McKay                             | 13                                           | 11                                           | 0                                            |
| W.J. Worth                                   | 6                                            | 6                                            | 5                                            | 1                                            | Jefferson Davis                              | 1                                            | 0                                            | 0                                            |
| William O. Butler                            | 0                                            | 0                                            | 0                                            | 4                                            |                                              |                                              |                                              |                                              |
| George M. Dallas                             | 3                                            | 3                                            | 0                                            | 0                                            |                                              |                                              |                                              |                                              |

### Convenção Nacional do Partido Solo Livre de 1848

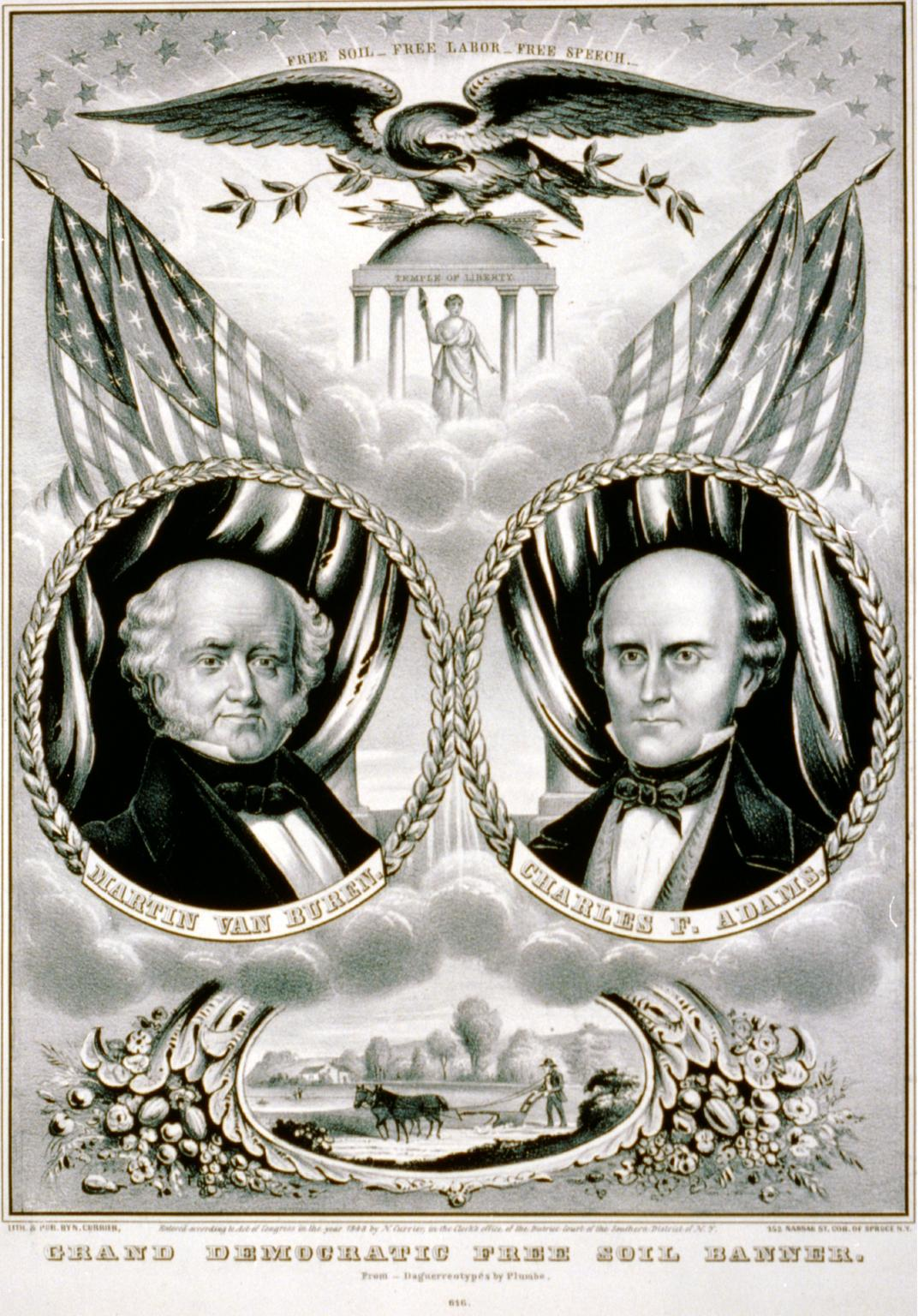
Cartaz Solo Livre com Martin Van Buren e Charles F. Adams.

O Partido Solo Livre reuniu-se pela segunda vez ainda em 1848 entre 9 e 10 de agosto em Buffalo (Nova Iorque). Quatrocentos e sesenta e sete delegados (467) estavam presentes. Martin Van Buren foi nomeado para presidente no primeiro escrutínio. Charles F. Adams foi indicado para vice-presidente por unanimidade na primeira votação.
| Votação da 2ª Convenção do Partido Solo Livre | Votação da 2ª Convenção do Partido Solo Livre | Votação da 2ª Convenção do Partido Solo Livre | Votação da 2ª Convenção do Partido Solo Livre |
| Voto presidencial                             | 1ª                                            | Voto vice-presidencial                        | 1ª                                            |
| --------------------------------------------- | --------------------------------------------- | --------------------------------------------- | --------------------------------------------- |
| Martin Van Buren                              | 244                                           | Charles Francis Adams                         | 467                                           |
| John Parker Hale                              | 183                                           |                                               |                                               |
| Joshua R. Giddings                            | 23                                            |                                               |                                               |
| Charles Francis Adams                         | 13                                            |                                               |                                               |
| Outros                                        | 4                                             |                                               |                                               |

## Resultados
| Candidato presidencial                                           | Partido                                                          | Estado de origem                                                 | Voto popular(a)                                                  | Voto popular(a)                                                  | Colégio Eleitoral | Colégio Eleitoral | Running mate                | Running mate     | Running mate      |
| Candidato presidencial                                           | Partido                                                          | Estado de origem                                                 | Votos                                                            | %                                                                | Votos             | %                 | Candidato vice-presidencial | Estado de origem | Colégio Eleitoral |
| ---------------------------------------------------------------- | ---------------------------------------------------------------- | ---------------------------------------------------------------- | ---------------------------------------------------------------- | ---------------------------------------------------------------- | ----------------- | ----------------- | --------------------------- | ---------------- | ----------------- |
| Zachary Taylor                                                   | Partido Whig                                                     | Virgínia                                                         | 1,361,393                                                        | 47,28%                                                           | 163               | 56,2%             | Millard Filmore             | Nova Iorque      | 163               |
| Lewis Cass                                                       | Partido Democrata                                                | Nova Hampshire                                                   | 1,223,460                                                        | 42,49%                                                           | 127               | 43,8%             | William O. Butler           | Kentucky         | 127               |
| Martin Van Buren                                                 | Partido Solo Livre                                               | Nova Iorque                                                      | 291,501                                                          | 10,12%                                                           | 0                 | 0%                | Charles Francis Adams       | Massachusetts    | 0                 |
| Outros                                                           | Outros                                                           | Outros                                                           | 2,830                                                            | 0,10%                                                            | 0                 | 0%                | Outros                      | Outros           | 0                 |
| Total                                                            | Total                                                            | Total                                                            | 2,879,184                                                        | 100%                                                             | 290               |                   |                             |                  | 290               |
| Votos minímos do Colégio Eleitoral de que se precisa para vencer | Votos minímos do Colégio Eleitoral de que se precisa para vencer | Votos minímos do Colégio Eleitoral de que se precisa para vencer | Votos minímos do Colégio Eleitoral de que se precisa para vencer | Votos minímos do Colégio Eleitoral de que se precisa para vencer | 146               |                   |                             |                  | 146               |

Fonte - Voto popular: Colégio Eleitoral: 
(a) Os valores do voto popular excluem Carolina do Sul, onde os eleitores foram escolhidos pela Assembléia Legislativa e não pelo voto popular.

## Seleção dos "eleitores" do Colégio Eleitoral
| Método de escolha dos "eleitores" do Colégio Eleitoral       | Estado (s)                  |
| ------------------------------------------------------------ | --------------------------- |
| Cada "eleitor" é nomeado pelo legislativo estadual.          | Carolina do Sul.            |
| Cada "eleitor" é escolhido pelos eleitores em todo o estado. | Todos os outros Estados.(1) |

(1) Uma lei de Massachusetts aceitava que o legislativo estadual escolhesse os eleitores se nenhuma chapa de eleitores pudesse comandar uma maioria de eleitores em todo o estado. Em 1848, esta disposição foi acionado.